# Andernos-les-Bains
Andernos-les-Bains är en kommun i departementet Gironde i regionen Nouvelle-Aquitaine i sydvästra Frankrike. Kommunen ligger i kantonen Audenge som tillhör arrondissementet Arcachon. År 2022 hade Andernos-les-Bains 12 614 invånare.

## Befolkningsutveckling
Antalet invånare i kommunen Andernos-les-Bains
Referens:INSEE